# Cosmarium rectangulare
Cosmarium rectangulare  là một loài Song tinh tảo trong họ Desmidiaceae, thuộc chi Cosmarium.